# 蓬村
蓬村（法語：Ponts，法語發音：[pɔ̃]）是法国芒什省的一个市镇，属于阿夫朗什区。

## 地理
蓬村（48°42'12"N, 1°20'42"W）面积6.7 平方千米，位于法国诺曼底大区芒什省，该省份为法国西北部沿海省份，西、北、东北三面环大西洋，东起顺时针与卡爾瓦多斯省、奧恩省、马耶讷省和伊勒-维莱讷省接壤。
与蓬村接壤的市镇（或旧市镇、城区）包括：沙瓦、阿夫朗什、圣让德拉艾兹、圣瑟尼耶-苏萨夫朗什、塞河畔蒂尔皮耶、勒帕尔克。

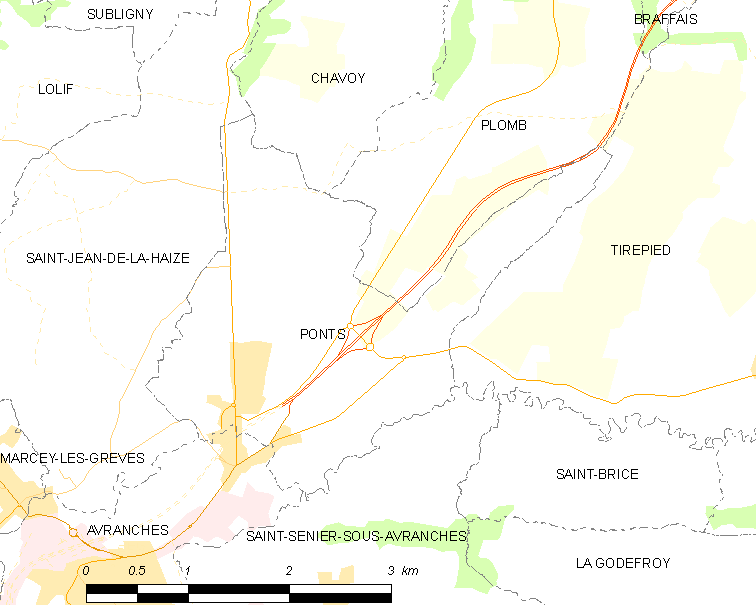
蓬村的OSM定位图

蓬村的时区为UTC+01:00、UTC+02:00（夏令时）。

## 行政
蓬村的邮政编码为50300，INSEE市镇编码为50411。

## 政治
蓬村所属的省级选区为阿夫朗什县。

## 人口

1962-2008年间蓬村人口变化图示

蓬村于2022年1月1日时的人口数量为684人。